# Sandu Iovu
Sandu Ciprian Iovu (sinh ngày 26 tháng 1 năm 1996) là một cầu thủ bóng đá người România thi đấu ở vị trí tiền đạo cho Știința Miroslava.